# یواس‌ان‌اس شاگارت (تی-ای‌کی‌آر-۲۹۵)
یواس‌ان‌اس شاگارت (تی-ای‌کی‌آر-۲۹۵) (به انگلیسی: USNS Shughart (T-AKR-295)) یک کشتی است که طول آن ۹۰۸٫۸ فوت (۲۷۷٫۰ متر) می‌باشد. این کشتی در سال ۱۹۸۰ ساخته شد.